# Джеймс Піблс
Філіп Джеймс Едвін Піблс (25 квітня 1935 , Вінніпег, Манітоба, Канада ) — канадський та американський фізик, який працює в галузі теоретичної космології. Почесний науковий професор імені Альберта Ейнштейна (англ. Albert Einstein Professor of Science Emeritus) Принстонського університету. Лауреат Нобелівської премії з фізики (2019).

## Біографія
Народився 25 квітня 1935 року у Вінніпезі, Канада. Закінчив Університет Манітоби. Отримав диплом доктора філософії з астрономії в Принстонському університеті. Пізніше отримав там само посаду професора. Нині — почесний професор імені Альберта Ейнштейна (англ. Albert Einstein Professor of Science Emeritus) Принстонського університету.

## Науковий доробок
Джеймс Піблс зробив значний внесок до розробки моделі Великого вибуху, разом з Робертом Діке та іншими в 1960-х роках передбачив існування реліктового випромінювання, про що також писали Георгій Гамов та його колеги в 1940-і роки, проте їхні передбачення були забуті.
Піблс є провідним науковцем в галузі космології, якою він почав займатися тоді, коли вона ще не була «модною» дисципліною. Він зробив важливий внесок до розуміння нуклеосинтезу Великого вибуху (поширеність легкого елемента гелія, що 1966 року стало доказом на користь теорії Великого вибуху). Піблс займався питанням формування структур раннього всесвіту (статистичний розподіл кластерів галактик та скупчень галактик), а також питаннями темної матерії та темної енергії. Проблему існування темної матерії Піблс почав досліджувати ще в 1970-і роки.
Книжка Піблса «Принципи фізичної космології» (англ. Principles of Physical Cosmology) мала велике значення для становлення космології як важливої наукової дисципліни.

## Вибрані праці

### Книги
- Peebles, P. J. E. Physical Cosmology. Princeton: Princeton University Press, 1971
- Peebles, P. J. E. The large-scale structure of the universe. Princeton: Princeton University Press, 1980
- Peebles, P. J. E. Principles of Physical Cosmology. Princeton: Princeton University Press, 1993

### Статті
- R. H. Dicke, P. J. E. Peebles, P. G. Roll, & D. T. Wilkinson: Cosmic Black-Body Radiation. Astrophys. J. 142, 414 (1965).
- P. J. E. Peebles: Primordial Helium Abundance and the Primordial Fireball. II. Astrophys. J. 146, 542 (1966).
- P. J. E. Peebles: Primordial Helium Abundance and the Primordial Fireball. I: Phys. Rev. Lett. 16, 410 (1966).
- P. J. E. Peebles & R. H. Dicke: Origin of the Globular Star Clusters. Astrophys. J. 154, 891 (1968).
- P. J. E. Peebles: Origin of the Angular Momentum of Galaxies. Astrophys. J. 155, 393 (1969).
- P. J. E. Peebles & J. T. Yu: Primeval adiabatic perturbation in an expanding universe. Astrophys. J. 162, 815 (1970).
- J. P. Ostriker and P. J. E. Peebles: A Numerical Study of the Stability of Flattened Galaxies: or, can Cold Galaxies Survive?. Astrophys. J. 186, 467 (1973).
- E. J. Groth and P. J. E. Peebles: Statistical Analysis Of Catalogs Of Extragalactic Objects. 7. Two And Three Point Correlation Functions For The High-Resolution Shane-Wirtanen Catalog Of Galaxies. Astrophys. J. 217, 385 (1977).
- P. J. E. Peebles: Large-scale background temperature and mass fluctuations due to scale-invariant primeval perturbations. Astrophys. J. 263, L1 (1982).
- M. Davis & P. J. E. Peebles: A survey of galaxy redshifts. V — The two-point position and velocity correlations". Astrophys. J. 267, 465 (1983).
- B. Rhatra and P. J. E. Peebles: Cosmological consequences of a rolling homogeneous scalar field. Phys. Rev. D 37, 3406 (1988).
- B. Rhatra & P. J. E. Peebles: Cosmology with a time-variable cosmological ‘constant’. Astrophys. J. 325, L17 (1988).
- M. Fukugita, C. J. Hogan, & P. J. E. Peebles: The cosmic baryon budget. Astrophys. J. 503, 518 (1998) arXiv:astro-ph/9712020.
- B. Rhatra & P. J. E. Peebles: The cosmological constant and dark energy. Rev. Mod. Phys. 75, 559 (2003) arXiv:astro-ph/0207347.
- Peebles Making sense of modern cosmology, Scientific American Januar 2001
- Peebles Cosmological tests, Oskar Klein Memorial Lectures, 2001, arXiv:astro-ph/0102327

## Членство в академіях
- Американська академія мистецтв і наук
- Американське фізичне товариство
- Королівське товариство
- Королівське товариство Канади
- Національна академія наук США
- Американське філософське товариство
- Американське астрономічне товариство
- Американська асоціація сприяння розвитку науки

## Нагорода
- 1981 — Медаль Еддінгтона, Королівське астрономічне товариство
- 1982 — Премія Денні Гайнемана з астрофізики, Американське астрономічне товариство
- 1992 — Премія Генрі Норріса Рассела, Американське астрономічне товариство
- 1995 — Медаль Кетрін Брюс, Тихоокеанське астрономічне товариство
- 1997 — Медаль Оскара Клейна
- 1997 — Лекція Карла Янського
- 1998 — Золота медаль Королівського астрономічного товариства
- 2000 — Премія Грубера в галузі космології
- 2003 — Премія Томалла, Женевський університет
- 2004 — Премія Шао з астрономії
- 2005 — Премія Крафорда
- 2013 — Медаль Дірака
- 2019 — Нобелівська премія з фізики